# CFoot
CFoot est une ancienne chaîne de télévision privée à péage, consacrée au championnat de France de football. Elle diffuse alors principalement sur la TNT française entre juillet 2011 et mai 2012.

## Historique
Le projet de la Ligue de football professionnel est sélectionné par le Conseil supérieur de l'audiovisuel le 14 décembre 2010 à la suite d'un appel à candidatures dont l'objectif consiste à attribuer l'un des canaux de la TNT payante libérés à la suite du retrait de AB1 et Canal J. La chaîne reprend d'ailleurs l'ancien canal de diffusion d'AB1 (le no 34).
Elle devient la 6e chaîne du multiplex R3, saturant ainsi cette fréquence.
Le 11 février 2011, le conseil d'administration de la ligue de football a nommé Jean-Michel Roussier, directeur de la chaîne.
La chaîne commence à diffuser ses programmes le 28 juillet 2011 à 6h00 après une quinzaine de jours lors desquels une bande annonce tourne en boucle.
Le 9 décembre 2011, soit seulement 4 mois environ après le lancement de la chaîne, Jean-Michel Roussier annonce que CFoot compte 330 000 abonnés ; il se dit surpris par ces chiffres, ne pensant pas atteindre un tel nombre d'abonnés en aussi peu de temps. Il ajoute : « Il faut prendre en compte notre faible exposition. Chez certains opérateurs, on ne bénéficie pas de la qualité de distribution que l'on est en droit d'attendre. C'est parfois la croix et la bannière pour s'abonner à CFoot. ».
Initialement, CFoot est créée par la Ligue comme garde-fou lorsque Orange a annoncé la fin de son activité de diffusion du football à l'issue de la saison 2011-2012. La chaîne doit alors permettre de conserver des enchères élevées à l'occasion de l'appel d'offres des droits de la Ligue 1 2012-2016 car la LFP souhaite éviter d'avoir Canal+ comme unique interlocuteur. La chaîne détient en outre, la quasi-intégralité des droits de diffusion de la Ligue 2, un seul match étant retransmis sur Eurosport. L’arrivée d’Al Jazeera sur les droits du foot, notamment de la Ligue 1 et la gestion de la chaîne, porte le coup de grâce à CFOOT à l’issue de la saison de football.
CFoot cesse d’émettre le 31 mai 2012 à 23h59.

## Identité visuelle

### Logo

Logo de CFoot du 28 juillet 2011 jusqu'au 31 mai 2012.

### Slogans
- Lors du projet : « La première chaîne de télévision généraliste 100 % football »
- Du 28 juillet 2011 au 31 mai 2012 : « Complètement Foot »

## Organisation

### Dirigeants
Président de CFoot :
- Jean-Michel Roussier : depuis le 28 juillet 2011

## Programmes
- Le JT (Le 19:15 et Le 23:00) en direct, animée par David Astorga et Marie Portolano, du lundi au vendredi à 19h15 à 19h40 et de 23h00 à 23h25.
- C le Club, en direct, animée par Julie Raynaud en présence de nombreux consultants et invités, du lundi au jeudi de 19h45 à 20h30 en clair.
- C le Talk, en direct, animée par David Astorga en présence de nombreux consultants et invités, du lundi au jeudi de 22h05 à 23h00.
- Le grand soir Ligue 2 (multiplex), en direct, animée par David Astorga et Francesca Antoniotti, le vendredi de 19h45 à 23h00.
- CFoot L2 (match), en direct, animée par Philippe Genin, Sébastien Mazure et Carine Galli, le samedi de 14h30 à 16h30.
- C Samedi Foot, en direct, animée par Lionel Rosso et Francesca Antoniotti en présence de Eugène Saccomano et Jean Resseguié, le samedi de 16h30 à 18h30.
- Version originale, animée par Thierry Roland et Jean-Michel Larqué, le samedi de 21h00 à 23h00.
- Culture Foot, animée par Thomas Hugues, le dimanche de 18h45 à 19h45 en clair.
- Stade Africain, animée par Smaïl Bouabdellah, le dimanche de 21h à 22h30.
- Top 5, animée par Marie Portolano, du lundi au vendredi de 17h15 à 19h00.
- La grande histoire, le lundi de 20h30 à 22h00.
- CFoot L1 (rediffusion d'un match important des semaines de Ligue 1 précédentes), le mardi de 20h30 à 22h10.
- Ligue 2 Exclusif, le jeudi de 20h30 à 22h05.
- C magazine foot
- C Replay foot

## Employés
Consultants
- Grégory Coupet[5]
- Rolland Courbis[6]
- Thierry Roland[7]
- Jean-Michel Larqué[7]
- Bernard Diomède[8]
- Sébastien Mazure[9]
- Peguy Luyindula
- Manuel Amoros
- Jean-Guy Wallemme
- Noël Tosi
- Richard Jezierski
- Gaëtane Thiney[8]
- Sandrine Soubeyrand[8]
- Eugène Saccomano
- Jean Rességuié

Direction de la rédaction
- Pierre Peyronnet[10] (directeur de la rédaction)
- Boris Rubagotti[11] (directeur de la rédaction adjoint)

Rédaction
- David Astorga
- Julie Raynaud
- Marie Portolano[8]
- Francesca Antoniotti[12]
- Thomas Hugues
- Alexandra Rosenfeld
- Florian Gazan
- Philippe Genin[13]
- Smaïl Bouabdellah[14]
- François Rabiller[15]
- Carine Galli[13]
- Alexandre Carré
- Romain Collet-Gaudin
- Arnaud Morel de Foucaucourt
- Landry Effo
- Marc Ouahnon
- Vincent Serrano
- Florian Demez
- Damien Piscarel
- David Chouchana
- Florent Dulin
- Pierre Engelibert
- Elisa Lukawski
- Sandie Tourondel
- Jeoffrey Voltzenlogel

Production
- Christine Zedda
- Clémentine Vendroux
- Pauline LeJeune

Documentation /Média Management
- Alexandre Olier

Nouveaux Medias
- François Kerrec

Marketing
- Kévin Hamon

Communication
- Aurélien Descamps

## Diffusion
La chaîne est diffusée à partir du 28 juillet 2011 sur le multiplex R3 et a le numéro 34 de la TNT.
Elle est alors disponible sur les principaux bouquets TNT, câble, ADSL et satellite :
- par la TNT :
  - TNT : no 34 (plages en clair avec un tuner TNT HD / MPEG-4)[16] ;
  - TV Num : canal 34 (à la carte et dans de nombreux packs)[16]  ;
  - Parabole Réunion : canal 87 (à la carte)[16] ;
  - TNTSAT : chaîne 34 (à la carte).

- par le câble :
  - Numericable : canal 167 (à la carte)[16].

- par l'ADSL :
  - Freebox TV : canal 141 (à la carte)[16]
  - La TV d'Orange : canal 84 (inclus dans le bouquet sport à 10 €/mois)[16] ;
  - Bouquet TV de SFR : canal 120 (à la carte)[16] ;
  - Alice : canal 101 (à la carte)[16] ;
  - Bbox TV : canal 65 (à la carte)[16].

CFoot est une chaîne payante (3,99 € par mois) mais comporte des périodes quotidiennes gratuites « en clair » : 
- du lundi au vendredi : 19h10 - 20h30 ;
- le samedi : 18h45 - 21h00 ;
- le dimanche : 18h45 - 20h00.

Pour se faire connaître, CFoot est accessible gratuitement 24 h/24 pendant les deux mois qui suivent son lancement sur tous les bouquets la proposant, sauf sur la TNT où seules des plages de diffusion en clair sont disponibles gratuitement. Cette gratuité varie en fonction des opérateurs : jusqu'au 27 septembre 2011 pour Orange, jusqu'au 30 septembre 2011 pour Canalsat (par satellite et par la TNT), Free et Alice, jusqu'au 17 octobre 2011 pour Bouygues Telecom (où la chaîne est arrivée en léger retard, le 2 août 2011) et jusqu'au 1er janvier 2012 pour les abonnés TV Num.
À partir du 4 avril 2012, CFoot n'est plus disponible sur Canalsat.